# Distretto di Peshku
Il distretto di Peshku è uno degli 11 distretti della Regione di Bukhara, in Uzbekistan. Il capoluogo è Yangibazar.